# Pierre de Besse
Pierre de Besse, né en 1567 à Meymond, village de Laroche-près-Feyt, et mort le 11 novembre 1639 à Paris est un prêtre français, prédicateur du roi Louis XIII, passé à la postérité pour ses prêches et ouvrages publiés au début du XVIIe siècle.

## Biographie
Après une première formation dans sa région natale, probablement à Herment, il devient à 16 ans élève du réputé Collège de Chanac Pompadour rue de Bièvre à Paris dont il deviendra ensuite le principal en 1614. Ses études achevées, il est précepteur pour la famille de Héère et obtient le titre de docteur en théologie.
En 1591, il fut nommé chanoine du chapitre d’Herment. Il en devint le doyen en 1601.
À la même époque, il est prêtre dans l'église Saint-Séverin à Paris. Il fut un des premiers prêtres tridentins à faire ses sermons en français en s'appuyant sur les évangiles. Dès le début du siècle, sa notoriété de prédicateur lui permet de publier ses prêches puis de rédiger d’autres ouvrages. Ceux-ci connurent un énorme succès avec de nombreuses éditions et contrefaçons. Ses ouvrages furent traduits en latin et en allemand. En 1608, il édita une version bilingue latin et français de la Bible à partir de la version des théologiens de Louvain. Il tira une belle fortune de ses livres comme l'atteste son testament.
Fort de cette notoriété, il devient le prédicateur du Prince de Condé puis du roi Louis XIII en 1611. En 1618, il est nommé chanoine de l’Église Saint-Germain-l’Auxerrois. Il meurt en 1639 à Paris et est inhumé devant la chaire de l'Église Saint-Germain-l’Auxerrois.
Malgré leur large diffusion et leur impact sur la liturgie, ses textes, difficiles à lire, tombèrent dès la moitié du XVIIe siècle et définitivement dans l'oubli, remplacés par ceux de prédicateurs de plus grande éloquence comme Bossuet.

## Œuvres principales
- Les conceptions théologiques sur les Évangiles de tout le caresme, preschées à Paris en l'église S. Séverin, 1602
- Conceptions théologiques sur les quatre fins de l'homme, preschées en un advant, 1605[2]
- Conceptions théologiques sur tous les dimanches de l'année, preschées en divers lieux, 1609
- La Royale Prestrise, c'est à dire des Excellences, des qualités requises et des choses défendues aux prestres, 1610[3]
- L'Héraclite chrestien, c'est à dire les Regrets et les larmes du pécheur pénitent, 1612
- Conceptions théologiques sur l’octave du Saint Sacrement, 1614
- Le Démocrite chrestien, c'est-à-dire le Mespris et mocquerie des vanités du monde, 1615[4]
- Conceptions théologiques sur toutes les festes des saincts et autres solennelles de l'année, 1618[5]
- La Practique chrestienne pour consoler les malades et assister les criminels qui sont condamnés au supplice, 1624[6]
- Le Bon Pasteur, c'est-à-dire les Qualitez et conditions nécessaires pour la perfection d'un bon pasteur, 1639[7]